# نوید لایقی مقدم
نوید لایقی مقدم (زادهٔ ۱۷ اردیبهشت ۱۳۷۲) بازیگر سینما و تئاتر اهل ایران است. بازی در فصل باران‌های موسمی نخستین تجربهٔ بازیگری او بود. او همچنین بازیگر نقش اول فیلم مردن به وقت شهریور بود.

## فیلم‌شناسی
| عنوان              | سال انتشار | کارگردان       | منابع |
| ------------------ | ---------- | -------------- | ----- |
| رفقای خوب          | ۱۳۹۴       | مجید قاری‌زاده  | [ ۳ ] |
| ع ش ق              | ۱۳۹۳       | قاسم جعفری     | [ ۴ ] |
| مردن به وقت شهریور | ۱۳۹۲       | هاتف علیمردانی | [ ۵ ] |
| فصل باران‌های موسمی | ۱۳۸۸       | مجید برزگر     | [ ۶ ] |

نمایش خانگی:
سریال آنها _ قسمت سوم(هورلا هورلا)
سریال بی گناه